# Dyspessa tigrina
Dyspessa tigrina is een vlinder uit de familie van de houtboorders (Cossidae). De wetenschappelijke naam van de soort is voor het eerst geldig gepubliceerd in 1859 door Boisduval.